# Poyntonophrynus vertebralis
Espèce
Synonymes
- Bufo vertebralis Smith, 1848

Statut de conservation UICN

 LC  : Préoccupation mineure
Poyntonophrynus vertebralis est une espèce d'amphibiens de la famille des Bufonidae.

## Répartition
Cette espèce se rencontre  au Lesotho et en Afrique du Sud au Cap-Occidental, au Cap-Oriental, au Cap-du-Nord et dans l'État-Libre jusqu'à 1 500 m d'altitude.
Sa présence est incertaine dans le sud du Botswana et du Zimbabwe.

## Publication originale
- Smith, 1848 : Illustrations of the Zoology of South Africa; Consisting Chiefly of Figures and Descriptions of the Objects of Natural History Collected during an Expedition into the Interior of South Africa, in the Years 1834, 1835, and 1836. vol. III, Reptilia, part. 27. London, Smith, Elder, & Co.